# Дилье, Сильван
Сильван Дилье (нем. Silvan Dillier; род. 3 августа 1990 в Бадене, Швейцария) — швейцарский профессиональный  шоссейный велогонщик, подписавший контракт с 2018 года с французской командой мирового тура «AG2R Citroën». Двукратный чемпион мира в командной гонке на время. Многократный чемпион Швейцарии во всех возрастных категориях.

## Достижения
2006
Чемпионат Швейцарии
1-й  Групповая гонка U16
2008
Чемпионат Швейцарии
1-й  Индивидуальная гонка U19
2009
Чемпионат Швейцарии
1-й  Групповая гонка U23
2010
Чемпионат Швейцарии
1-й  Индивидуальная гонка U23
2011
1-й  Индивидуальная гонка U23
2-й  Групповая гонка U23
2012
Чемпионат Швейцарии
1-й  Индивидуальная гонка U23
2-й  Групповая гонка U23
Тур де л'Авенир
1-й этап
2013
1-й  Тур Нормандии
 Молодёжная классификация
1-й Flèche Ardennaise
Тур Альберты
2-й этап
2-й Гран-при Марбрьера
2014
Чемпионат мира
1-й  Командная гонка
2-й Гран-при кантона Аргау
Чемпионат Швейцарии
3-й  Индивидуальная гонка
3-й Тур Валлонии
 Молодёжная классификация
6-й Три дня Западной Фландрии
8-й Ваттенфаль Классик
2015
Чемпионат мира
1-й  Командная гонка
Чемпионат Швейцарии
1-й  Индивидуальная гонка
2-й Арктическая гонка Норвегии
1-й  Молодёжная классификация
4-й этап
2016
4-й Тур Дубая
8-й Гран-при кантона Аргау
2017
Чемпионат Швейцарии
1-й  Групповая гонка
2-й  Индивидуальная гонка
1-й  Рут-дю-Сюд
 Очковая классификация
 Горная классификация
Джиро д’Италия
6-й этап
Чемпионат мира
2-й  Командная гонка
2-й Три дня Западной Фландрии
8-й Тур Гуанси
8-й Брабантсе Пейл
2018
1-й Route Adélie
1-й  Горная классификация - Тур Гуанси
2-й Чемпионат Швейцарии в индивидуальной гонке
2-й Париж — Рубе
6-й Tour du Doubs
9-й Гран-при кантона Аргау
10-й La Roue Tourangelle

## Статистика выступлений

### Гранд-туры
| Гонка           | 2015 | 2016 | 2017 | 2018 |
| --------------- | ---- | ---- | ---- | ---- |
| Джиро д'Италия  | 52   | НФ   | 67   | —    |
| Тур де Франс    | —    | —    | —    | 83   |
| Вуэльта Испании | —    | 79   | —    | —    |

| —  | Не участвовал  |
| НФ | Не финишировал |